# Liparis govidjoae
Liparis govidjoae är en orkidéart som beskrevs av Rudolf Schlechter. Liparis govidjoae ingår i släktet gulyxnen, och familjen orkidéer. Inga underarter finns listade i Catalogue of Life.